# Mathias Behounek
Mathias Behounek (* 25. Juni 1975 in Rosenheim) ist ein ehemaliger deutscher Snowboarder in den Slalom-Disziplinen.
Mathias Behounek startete für den SC Rosenheim. In Kaprun bestritt er im November 1994 mit einem Slalom sein erstes FIS-Rennen, das er sogleich gewann. Keine zwei Wochen später folgte in Zell am See das erste Rennen im Snowboard-Weltcup, auch diesen Parallel-Slalom gewann er. Bis 1998 folgten vier weitere Siege in Slalom und Parallel-Slalom sowie bis 2002 acht weitere Podiumsplatzierungen auch im Riesenslalom, Parallel-Riesenslalom und im Snowboardcross. Zwischen 1996 und 2003 startete Behounek bei allen ausgetragenen Snowboard-Weltmeisterschaften der Fédération Internationale de Ski. 1996 wurde er in Lienz 42. des Riesenslaloms und Neunter des Parallel-Slaloms, 1997 in Innichen 24. des Riesenslaloms, Elfter des Slaloms und 16. des Parallel-Slaloms. Bei der Weltmeisterschaft 1999 in Berchtesgaden trat Behounek gar bei vier Wettbewerben an: im Riesenslalom wurde er 18., im Parallel-Slalom Fünfter, im Parallel-Riesenslalom 27. und im Snowboardcross 14. 2001 kamen in Madonna di Campiglio ein achter Rang im Parallel-Slalom sowie ein 13. im Parallel-Riesenslalom hinzu. Letzte Weltmeisterschaft wurden die Titelkämpfe 2003 in Kreischberg. Den Parallel-Slalom beendete Behounek als 23., das Rennen im Parallel-Riesenslalom beendete er nicht. Höhepunkt der Karriere wurden die Olympischen Winterspiele 2002 von Salt Lake City, bei denen der Rosenheimer den 16. Platz erreichte. Nach dem Ende der internationalen Karriere 2004 startete er noch bis 2012 mehrfach bei nationalen Meisterschaften.